# Howe Green
Howe Green är en by i Essex i England. Byn ligger 5,2 km från Chelmsford. Orten har 655 invånare (2015).